# Polevódino
Polevódino (en rus: Полеводино) és un poble de l'óblast de Saràtov, a Rússia, segons el cens del 2010 tenia 4 habitants. Pertany al districte municipal de Mokroús.